# グソクムズ
グソクムズは、日本のシティフォークバンド。Melody fair所属。2023年、キューンミュージックよりメジャーデビュー。
東京・吉祥寺を中心に活動し、ネオ風街と称される。2014年結成。

## 略歴
2014年にたなかえいぞを（Vo/Gt）と加藤祐樹（Gt）のフォークユニットとして結成。
2016年に堀部祐介（Ba）、2018年に中島雄士（Dr）が加入し、現在の体制となる。
2022年に1stアルバム「グソクムズ」が第14回CDショップ大賞を受賞。
2023年7月28日にFUJI ROCK FESTIVAL'2023のROOKIE A GO-GOに出演し、同年12月17日には東京・武蔵野公会堂にて開催されたワンマンツアー”道の途中”ファイナル公演で、ソニー・ミュージックレーベルズ内キューンミュージックからメジャーデビューすることを発表した。
2024年1月24日にリリースされる「ユメのはじまり。」はFODで一挙配信がスタートとなるドラマ「ペンション・恋は桃色 season2」の挿入歌として起用される。
2024年4月よりTOKAI RADIO MUSIC PROGRAM SESSIONS 929とSONAR MUSIC内のコーナー「SONAR'S ROOM」にレギュラー出演している。

## メンバー
- たなかえいぞを（Vo/Gt）：1995年11月10日生まれ

- 加藤祐樹（Gt）：1996年4月14日生まれ

- 堀部祐介（Ba/Cho）：1993年12月22日生まれ

- 中島雄士（Dr/Cho）：1990年4月5日生まれ

## ディスコグラフィ
※出典

### 2018年
- グソクムズ風（2018年6月27日）

1. なくした
2. ため息ばかり
3. 風と共に去りぬ
4. 笑い声の方へ
5. 風に結われて
6. 風の中
7. 風に吹かれて

- なくした / 笑い声の方へ（2018年11月3日）

### 2019年
- 泡沫の音（2019年7月20日）
- グソクムズ系（2019年12月5日）

1. 肩透かし
2. ヘイヘイ
3. 雨ふらし
4. 泡沫の音

### 2020年
- 夢が覚めたなら（2020年4月29日）

1. 夢が覚めたなら
2. 獏に願いを

- 夏の知らせ（2020年7月23日）

1. 夏の知らせ
2. けやき通り

- 冬のささやき（2020年12月18日）

1. 冬のささやき
2. 北風燦々恋心

### 2021年
- 街に溶けて（2021年2月24日）
- 風の中で（2021年3月31日）
- すべからく通り雨（2021年7月21日）
- すべからく通り雨〈限定盤〉（2021年11月10日）

- グソクムズ（2021年12月15日）

1. 街に溶けて
2. すべからく通り雨
3. 迎えのタクシー
4. 駆け出したら夢の中
5. そんなもんさ
6. 夢が覚めたなら
7. 濡らした靴にイカす通り
8. グッドナイト
9. 朝陽に染まる
10. 泡沫の音（CDのみボーナストラック）

### 2022年
- グソクムズカン（2022年7月6日）

1. 夏が薫る
2. 笑い声の方へ
3. 肩透かし
4. ヘイヘイ
5. 雨ふらし
6. 獏に願いを
7. 夏の知らせ
8. けやき通り
9. 北風燦々恋心
10. 風の中で

- 冬のささやき（2022年10月12日）
- 陽気な休日（2022年12月14日）

1. 風を待って
2. バスが揺れて
3. 冬のささやき
4. もうすぐだなぁ
5. 夢にならないように
6. シェリー
7. ステンドの夜
8. 冷たい惑星
9. ハイライト
10. ゆうらん船

### 2023年
- ハルケシ（2023年5月24日）

- チルチルクラブ（2023年6月21日）

- グソクムズ流（2023年7月1日）

1. ハルケシ
2. チルチルクラブ
3. いつか渚へ
4. 道の途中

- いつか渚へ（2023年7月26日）

- 道の途中（2023年8月23日）

- 眩しい日々へ（2023年12月18日）

### 2024年
- ユメのはじまり。（2024年1月24日）
- 君の隣（2024年2月21日）
- ガーリーボーイ（2024年3月13日）
- ハロー！グッドモーニング！（2024年4月3日）

1. シグナル
2. ユメのはじまり。
3. こんな夜には
4. グッドモーニング
5. コネクション
6. ガーリーボーイ
7. 素敵なメモリー
8. あるサンセット
9. 君の隣
10. ため息の逃げ場
11. 眩しい日々へ
12. マイガール
13. ハロー！君といる

- ユメのはじまり。(Jun Saito Remix)（2024年6月5日）

YOUR SONG IS GOODのサイトウ"JxJx"ジュンによるリミックス
- あるサンセット(Sokabe's 愛の水浴びMix)（2024年8月7日）

サニーデイ・サービスの曽我部恵一によるリミックス
- READY GO-GO（2024年10月9日）
- 離れていたって（2024年11月6日）
- 夢に飛びのって（2024年11月27日）

### 2025年
- 春の歌（2025年4月2日）
- hand/手のひら（2025年6月25日）

1. hand
2. 手のひら

- それは恋に違いない（2025年8月6日）

### 共同制作・楽曲提供
- 暮らし的（2021年6月19日）

グソクムズと浮名義でリリース
- 光の射すままに（2022年3月29日）

Kaedeへ楽曲提供
- 風に預けて（2022年8月1日）

20th Centuryへ楽曲提供

## タイアップ一覧
| 使用年 | 曲名             | タイアップ                                                                                          |
| ------ | ---------------- | --------------------------------------------------------------------------------------------------- |
| 2021年 | 街に溶けて       | 新町古町実証実験「五感散歩」CMソング                                                                |
| 2024年 | ユメのはじまり。 | FODドラマ『ペンション・恋は桃色 season2』挿入歌                                                     |
| 2024年 | 離れていたって   | 象印「象印ステンレスボトル コンセプトムービー『人生の隣にいつも、象印のマイボトル。』」書き下ろし曲 |
| 2024年 | READY GO-GO      | すき家 カレー「わたしの辛さ」篇 TVCMソング                                                          |
| 2025年 | いっつも         | FODドラマ『ペンション・恋は桃色 season3』挿入歌                                                     |
| 2025年 | hand             | 中嶋駿介監督の映画『はらむひとびと』主題歌                                                          |
| 2025年 | 手のひら         | 中嶋駿介監督の映画『はらむひとびと』挿入歌                                                          |

## メディア出演

### テレビ出演
- 全国ネット番組「Music B.B.」（2022年12月14日）
- NHK BSプレミアム 「The Covers」（2024年2月24日）
- スペースシャワーTV 「祝・日比谷野音100周年 SPACE SHOWER SWEET LOVE SHOWER 2023 in TOKYO DAY1」（2024年2月28日）
- 富山テレビ 「bbt music selection」（2024年4月4日）
- スペースシャワーTV 「SPACE SHOWER TV 35th ANNIVERSARY SWEET LOVE SHOWER 2024」（2024年11月10日）
- FOD「ペンション・恋は桃色 season3」（2025年1月10日） - たなか

### CM出演
- アコムCM Acom Stories ＃01「妹の結婚式」篇（2024年9月〜）- たなか

### ラジオ
- TBSラジオ 「グソクムズのベリハピラジオ」（2020年8月）
- TBSラジオ 「CITY CHILL CLUB」（2023年5月2日:加藤・堀部、2023年5月8日:たなか・中島）
- TOKYO FM 「グソクムズのおはようハッピーモーニング」（2023年6月）
- 東海ラジオ 「TOKAI RADIO MUSIC PROGRAM SESSIONS 929」（2024年4月〜2025年3月）
- J-WAVE 「SONAR MUSIC」内のコーナー「SONAR'S ROOM」（2024年4月〜9月）

## ワンマンライブ・主催イベント
| 開催日                        | タイトル                                                                                          | 備考 |
| ----------------------------- | ------------------------------------------------------------------------------------------------- | --- |
| 2022年1月22日                 | グソクムズ1stalbum「グソクムズ」リリース記念ライブ                                                | 月見ル君想フ |
| 2022年10月9日                 | グソクムズ「グソクムズカン」リリース記念ライブ 月見ル18周年記念                                   | 月見ル君想フ |
| 2023年1月23日〜29日           | グソクムズ×小財美香子 合同企画展 「グソクムズと陽気な休日」                                       | kit gallery - 1/27〜1/29 アコースティックライブ開催 |
| 2023年2月4日                  | グソクムズ 「みんなと陽気な休日」                                                                 | Shibuya WWW |
| 2023年7月1日                  | グソクムズ 「渚へ」                                                                               | Shibuya WWW X |
| 2023年10月8日                 | グソクムズ presents ベリハピピープル                                                              | 下北沢ADRIFT - 1部 w/工藤祐次郎、烏兎-uto-、DJ/カジヒデキ、松永良平 - 2部 w/Khaki、UEBO、DJ/カシワギルカ、星原喜一郎                                                                           |
| 2023年11月17日〜12月17日      | グソクムズ LIVE TOUR 2023「道の途中」                                                             | - 11/17 広島 4.14 - 11/19 福岡 Live House 秘密 - 11/24 名古屋 新栄シャングリラ - 11/25 大阪 心斎橋CONPASS - 12/17 東京 武蔵野公会堂                                                            |
| 2024年2月17日                 | ベリハピピープルvol.2                                                                             | 下北沢ADRIFT - w/MONO NO AWARE |
| 2024年5月10日・5月24日        | グソクムズ ワンマンライブ “ハロー！グッドモーニング！”                                            | - 5/10 大阪編 梅田Shangri-La - 5/24 東京編 SHIBUYA CLUB QUATTRO |
| 2024年8月18日                 | TOKAI RADIO MUSIC PROGRAM SESSIONS 929」 presents グソクムズ ベリハピレディオ先着50名ミーティング | ブラジルコーヒー - アコースティックライブ開催 |
| 2024年10月6日                 | ベリハピピープルvol.3                                                                             | 下北沢ADRIFT - w/リュックと添い寝ごはん |
| 2024年11月15日                | グソクムズ ワンマンライブ "夢"の始まり                                                            | LIVE HOUSE CRESCENDO |
| 2024年11月30日〜2025年1月18日 | グソクムズ ワンマンツアー “夢に飛びのって”                                                        | - 11/30 大阪編 Music Club JANUS - 12/1 名古屋編 CLUB UPSET - 12/7 岡山編 YEBISU YA PRO - 12/8 福岡編 BEAT STATION - 12/14 札幌編 SOUND CRUE - 12/21 仙台編 FLYING SON - 1/18 東京編 LIQUIDROOM |
| 2025年4月26日・5月10日        | グソクムズ ツーマンライブ “イイGライダー"                                                         | - 4/26 京都編 磔磔 w/井上園子 - 5/10 名古屋編 CLUB UPSET w/YONA YONA WEEKENDERS |